# Sinclair (Wyoming)
Sinclair és una població dels Estats Units a l'estat de Wyoming. Segons el cens del 2000 tenia 423 habitants.

## Demografia
Segons el cens del 2000, Sinclair tenia 423 habitants, 168 habitatges, i 115 famílies. La densitat de població era de 67,2 habitants/km².
Dels 168 habitatges en un 34,5% hi vivien nens de menys de 18 anys, en un 56% hi vivien parelles casades, en un 7,7% dones solteres, i en un 31% no eren unitats familiars. En el 27,4% dels habitatges hi vivien persones soles el 13,7% de les quals corresponia a persones de 65 anys o més que vivien soles. El nombre mitjà de persones vivint en cada habitatge era de 2,52 i el nombre mitjà de persones que vivien en cada família era de 3,02.
Per edats la població es repartia de la següent manera: un 27,2% tenia menys de 18 anys, un 6,1% entre 18 i 24, un 26% entre 25 i 44, un 27,9% de 45 a 60 i un 12,8% 65 anys o més.
L'edat mediana era de 41 anys. Per cada 100 dones de 18 o més anys hi havia 102,6 homes.
La renda mediana per habitatge era de 48.214 $ i la renda mediana per família de 54.688 $. Els homes tenien una renda mediana de 36.875 $ mentre que les dones 26.250 $. La renda per capita de la població era de 22.384 $. Entorn de l'1,7% de les famílies i el 4,7% de la població estaven per davall del llindar de pobresa.

## Poblacions més properes
El següent diagrama mostra les poblacions més properes.